# Отворено првенство Катара за мушкарце 1998.
Отворено првенство Катара за мушкарце 1998 (познат и под називом Qatar ExxonMobil Open 1998) је био тениски турнир који је припадао АТП Интернационалној серији у сезони 1998. То је било шесто издање турнира који се одржао на тениском комплексу у Дохи у Катару од 5. јануара 1998. — 12. јануара 1998. на тврдој подлози.

## Носиоци
| Држава | Играч            | Позиција1 | Носилац |
| ------ | ---------------- | --------- | ------- |
| УК     | Грег Руседски    | 6         | 1       |
| ШПА    | Серђи Бругера    | 8         | 2       |
| ЧЕШ    | Петр Корда       | 13        | 3       |
| ХРВ    | Горан Иванишевић | 15        | 4       |
| УК     | Тим Хенман       | 17        | 5       |
| ШВЕ    | Магнус Ларсон    | 25        | 6       |
| УКР    | Андреј Медведев  | 27        | 7       |
| ФРА    | Фабрис Санторо   | 29        | 8       |

- 1 Позиције од 29. децембра 1997.[1]

### Други учесници
Следећи играчи су добили специјалну позивницу за учешће у појединачној конкуренцији:
- Султан Халфан
- Карим Алами
- Бернд Карбахер

Следећи играчи су ушли на турнир кроз квалификације:
- Мартин Синер
- Јан Крошлак
- Ларс Бургсмилер
- Оливије Делетр

Следећи играч је ушао у жреб као "срећан губитник":
- Оскар Буријеза

### Одустајања
- Магнус Ларсон (друго коло)

## Носиоци у конкуренцији парова
| Држава | Играч          | Држава | Играч          | Носиоци |
| ------ | -------------- | ------ | -------------- | ------- |
| ИНД    | Махеш Бупати   | ИНД    | Леандер Паес   | 1       |
| ФРА    | Оливије Делетр | ФРА    | Фабрис Санторо | 2       |
| N/A    | N/A            | N/A    | N/A            | 3       |
| ЧЕШ    | Павел Визнер   | ХОЛ    | Фернон Вибир   | 4       |

### Други учесници
Следећи играчи су добили специјалну позивницу за учешће у конкуренцији парова:
- Карим Алами/ Хишам Арази
- Јако Елтинг/ Шенг Схалкен
- Тим Хенман/ Марк Росе

Следећи пар је ушао у жреб као "срећан губитник":
- Бил Бехренс/ Андреј Черкасов

## Шампиони

### Појединачно
Петр Корда је победио  Фабриса Сантора са 6:0, 6:3.
- Корди је то била прва (од две) титуле у сезони и девета (од 10) у каријери.

### Парови
Махеш Бупати /  Леандер Паес су победили  Оливијеа Делетреа /  Фабриса Сантора са 6:4, 3:6, 6:4.
- Бупатију је то била прва (од шест) титула те сезоне и седма у каријери.
- Паесу је то била прва (од шест) титула те сезоне и седма у каријери.